# (5887) Yauza
(5887) Yauza ist ein Asteroid des Hauptgürtels, welcher am 24. September 1976 vom sowjetisch-russischen Astronomen Nikolai Stepanowitsch Tschernych am Krim-Observatorium Nautschnyj, etwa 30 km von Simferopol entfernt (IAU-Code 095) entdeckt wurde.
Der Asteroid ist nach der Jausa, einem linken Nebenfluss der Moskwa benannt, die im historischen Stadtzentrum an der Kotelnitscheskaja Nabereschnaja in die Moskwa mündet.